# Lycaeides balcanica
Lycaeides balcanica är en fjärilsart som beskrevs av Züllich 1929. Lycaeides balcanica ingår i släktet Lycaeides och familjen juvelvingar. Inga underarter finns listade i Catalogue of Life.